# Risa Shiragaki
Risa Shiragaki (白垣 里紗, Shiragaki Risa) est une ancienne joueuse de volley-ball japonaise née le 30 juillet 1991 à Kumamoto (Préfecture de Kumamoto). Elle mesure 1,76 m et jouait au poste de réceptionneuse-attaquante. Elle a mis un terme à sa carrière de volleyeuse professionnelle en juin 2016.

## Clubs
| Club             | De        | À         |
| ---------------- | --------- | --------- |
| Kumamoto Shin-Ai | 2007-2008 | 2009-2010 |
| NEC Red Rockets  | 2010-2011 | 2015-2016 |

## Palmarès
- V Première Ligue
  - Vainqueur : 2015.
- Tournoi de Kurowashiki
  - Finaliste : 2011, 2013, 2016.
- Coupe de l'impératrice
  - Finaliste : 2015.